# Chilo christophi
Chilo christophi is een vlinder uit de familie grasmotten (Crambidae). De wetenschappelijke naam is voor het eerst geldig gepubliceerd in 1965 door Stanisław Błeszyński.
De soort komt voor in Europa.